# フライングスタート
フライングスタート(和製英語: flying + start)とは、競走競技において競走開始地点または競走開始時刻以前から助走を行い定められた時刻に一斉にスタートラインを横切るスタート方式である。

## 区別
競走開始地点に静止してスタートするスタンディングスタートや、フォーメーションラップ時の隊列を維持したまま加速してスタートするローリングスタートとは別物である。

## ヨットレース
ヨットレースのスタート方式はフライングスタート形式である。
水面に浮かぶ船舶には静止するためのブレーキは無く、ヨットの場合、加速減速はセイルへの風の当て具合で制御しなければならず、また、水面には潮流などがあるため、その場に静止することは不可能である。
そのため、レースのスタートではスタート基準となるスタートラインをタイミングを合わせて一斉に通過する、『フライングスタート』形式が採用される。
このスタート方式は完全静止してのスタートではないため、スタートタイミングの誤差は発生する。風を掴みにくい気象条件下の場合などにはこれが数十秒単位の差となることも見られるが、これはスタート技術の差であり、出遅れた側は勝利するためにはその差を取り戻して逆転しなければならない。レースは先行有利であり、このスタートのタイミングを正確に見極める技術はヨットマンにとっては重要なスキルの一つとなっている。
なお、フライングをした場合には、スタート後にまず国際信号旗のX旗が展開され、音響信号が1発吹鳴される。これにより、フライングした艇があることが全艇に示され、次いで、当該艇に対して『リコール』の指示が行われる。リコールの指示がされた当該艇は、ペナルティとして再度スタートラインを通過しなければならないが、その方法については帆走場や大会毎にペナルティの内容は異なる。
このスタートのペナルティーの際の航法には、下記の二種類がある。
ラウンド・アン・エンド
スタートラインの目印として設置されているスタート・マークを外回りしてコースサイドからプレコースサイドへと戻り、再度スタートをやり直す。
ノーペナルティー・システム
スタートラインをそのまま横切ってコースサイドからプレコースサイドへと戻り、再度スタートをやり直す。
どちらの方法で再スタートを行うかは帆走指示書に指示されており、これに従うことになるが、帆走指示書に明記されていない場合は、ノーペナルティーシステムが適用される。
なお、気象条件の影響などでフライング艇が多数発生したり、フライング艇が特定できない場合、スタートの手順にミスがあった場合には、スタート直後に、国際信号旗の第一代表旗が展開され、音響信号が2発吹鳴される。これは『ゼネラル・リコール』の指示で、レースをいったん中止し、全艇により改めてスタートの手順を最初からやり直すことを意味する。

## 競艇

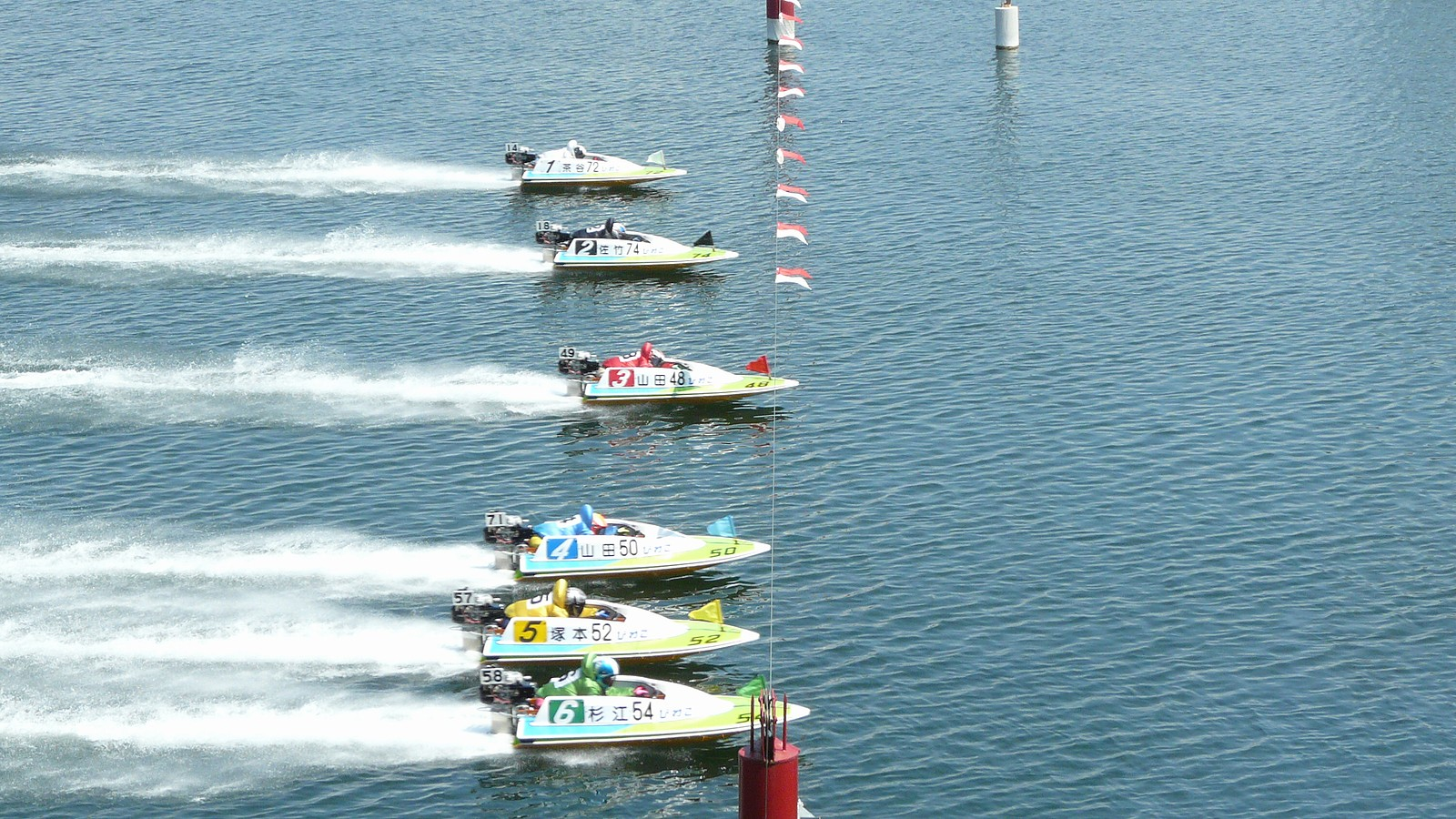
競艇のフライングスタート

公営競技のうち、競艇のスタート方式はフライングスタート形式である。
選手が乗るボートには、クラッチやブレーキは無く、スロットルレバーのみを使ってスピードを調整する。レバーを握ればエンジンの回転が上がり、離すと回転が下がる。しかしレバーを握らなくても、ブレーキなどがないので、必然的にモーターとプロペラが動き続けており、ボートに推進力が加わり続けるため、陸上競技・水泳・オートレースなどのような静止してのオンラインスタートは不可能である。また、オンラインスタート方式では、スタートと同時にエンジンの個体差が如実に顕れてしまうために抜き去ることが困難になり、競走の興趣が殺がれることになる。このため、ヨットレースに類似する「フライングスタート」形式でのスタートになっており、スタート基準となるスタートラインをタイミングを合わせて一斉に通過するようになっている。
しかし、ペナルティはヨット競技よりも遥かに厳しく、日本の競艇においては、待機行動から規定のスタート時間よりも、
1. 0.01秒でも早く船体先端がスタートラインを通過する（フライング、F）
2. 1.00秒以降に船体先端がスタートラインを通過する（出遅れ、レイト、L）[注釈 1]

のいずれかになるとスタート事故として競走除外（欠場）となり、その艇のからんだ勝舟投票券（舟券）は全額返還（買い戻し）になる。実況や競艇専門紙などでは「フライングに散る」などと表現される。また、6艇中5艇以上がフライングまたは出遅れをした場合にはレースそのものが中止、不成立となる。
競艇におけるスタート事故は一定の期間に1回でもあれば当該出場節の賞典レース除外（同一出場節2回目は即日帰郷）と30日の競走自粛（フライングの場合は2本目は60日加算、3本目は90日加算）となり、回数が増えれば自粛期間も増える。一般競走はもちろんSGのようなビッグレースも自粛となる。また、SG・G1・G2レースの場合だと準優勝戦以上でスタート事故を起こせば、一定期間SG・G1・G2格の大レースへの出走が出来なくなる（G1およびG2レースでの場合はG1とG2が対象となる）。そうなれば競走成績や賞金獲得額に大きな影響を及ぼすため、スタート事故は選手にとっては死活問題になる。スタート事故は舟券の払い戻しを伴うため、開催の競艇場側にとっては損失の発生であり、上位グレードの競走や準優勝戦・優勝戦ではその逸失利益もまた多額となるため、その罰ということで大きなペナルティとなる。
- SG優勝戦 SG競走2年間除外およびF休み消化後G1・G2競走1年間除外
- SG準優勝戦 SG競走1年間除外およびF休み消化後G1・G2競走6か月（182日）除外
- G1およびG2優勝戦 F休み消化後G1・G2競走1年間除外
- G1およびG2準優勝戦 F休み消化後G1・G2競走6か月（182日）除外
- 新鋭戦優勝戦ではF休み消化後6か月（182日）新鋭戦（新鋭リーグ・新鋭王座）が除外
- 新鋭戦準優勝戦ではF休み消化後3か月（91日）新鋭戦が除外
- 女子戦優勝戦ではF休み消化後6か月（182日）女子戦が除外
- 女子戦準優勝戦ではF休み消化後3か月（91日）女子戦が除外 
  - ただし、賞金女王決定戦（女子のみ）は除外期間でも出場は可能。

ただし、稀にではあるものの、強風などによる水面状況の著しい難化や、他の選手による接触などの原因によって出遅れが起きることもあるが、この場合には選手責任外（選外）と判定され、競走自粛などペナルティの対象とならないこともある。もちろんスタート事故をしている選手はスタートが慎重になるので、舟券を検討する際の大きなファクターともなっている。
また、アマチュアによって行われるボートレース（アマチュア競艇、パワーボートレースなど）でもスタートはフライングスタート方式である。この場合にもフライングはペナルティの対象で、特に日本に於けるアマチュア競艇について言えば公営競技の競艇の競技規則をベースにしたルールであるため、やはり競走除外の対象となる。ただし、あくまでアマチュアの競技であることから、プロの競艇ほどペナルティは厳しくなく、ペナルティがあっても例えばトーナメント戦の場合に上位戦への進出ができなくなるか、やや厳しくなるという程度で、以降の大会へのペナルティの持ち越しなどは無い。
なお、モータースポーツにおけるローリングスタートをこれと似たものとする意見があるが、ローリングスタートはあくまで「スタートラインを事前に決まったスタート順の通りに通過してスタートを切る」ものであり（そのためスタートラインを超えるまで前の車を追い越すことは禁止されている）、「ある一定のタイミングに合わせて一斉にスタートを切る」フライングスタートとは本質的に異なる。